# Patrick Kaddu
Patrick Kaddu est un footballeur international ougandais né le 9 octobre 1995. Il évolue au poste d'attaquant au KCCA.

## Biographie

### En club
Patrick Kaddu commence le football à la Destiny Soccer Academy, à Luzira, dans la banlieue de Kampala. En 2011, il rejoint le Maroons FC. Lors de la relégation du club, en 2014, il signe au Kiira Young FC. Il inscrit six buts dans la saison, mais l'équipe est reléguée. Il retourne alors au Maroons FC, dont il devient le meilleur buteur (huit buts), mais se voit une nouvelle fois relégué. Il permet toutefois au club de remonter à l'issue de la saison 2016/2017, en terminant meilleur buteur du championnat de deuxième division (18 buts). 
Il rejoint ensuite le club du Kampala CCA. Avec le KCCA, il remporte la Coupe d'Ouganda en 2018, et le championnat d'Ouganda en 2019.

### En sélection
Il reçoit sa première sélection en équipe d'Ouganda le 8 septembre 2018, contre la Tanzanie, lors des éliminatoires de la Coupe d'Afrique des nations 2019 (0-0). 
Le 17 novembre 2018, il inscrit, face au Cap-Vert, le but qui permet à l'Ouganda de se qualifier pour la CAN 2019. Retenu pour la phase finale de la compétition organisée en Égypte par le sélectionneur Sébastien Desabre, il inscrit le premier but des Cranes, face à la RDC (victoire 0-2).

## Palmarès
- Champion d'Ouganda en 2019 avec le Kampala CCA
- Vainqueur de la Coupe d'Ouganda en 2018 avec le Kampala CCA